# Simba FC
El Simba FC es un equipo de fútbol de Uganda que participa en la Liga Premier de Uganda, la liga de fútbol más importante del país.

## Historia
Fue fundado en el año 1968 en la ciudad de Lugazi. Es el equipo que representa a la Fuerza Armada Ugandesa, por lo que solo militares pueden integrar el equipo, siendo un equipo dominante durante las décadas de los años 1970 y 1980, incluso llegó a la final de la Copa Africana de Clubes Campeones en el año 1972, perdiendo contra el Hafia FC de Guinea.

## Palmarés
- Copa Africana de Clubes Campeones: 0
  - Finalista: 1

1972
- Liga Premier de Uganda: 2

1971, 1978
- Copa de Uganda: 2

1977, 2011
- - Subcampeones: 2

1971, 1998

## Participación en competiciones de la CAF
| Temporada | Torneo                            | Ronda            | Club                   | Casa | Visita | Global       |
| --------- | --------------------------------- | ---------------- | ---------------------- | ---- | ------ | ------------ |
| 1972      | Copa Africana de Clubes Campeones | 2                | Saint-George SA        | 4-0  | 1-1    | 5-1          |
| 1972      | Copa Africana de Clubes Campeones | Cuartos de final | Al-Ahly                | 3-0  | 1-1    | 4-1          |
| 1972      | Copa Africana de Clubes Campeones | Semifinales      | Hearts of Oak          | 1-0  | 1-1    | 2-1          |
| 1972      | Copa Africana de Clubes Campeones | Final            | Hafia                  | 2-3  | 2-4    | 4-7          |
| 1973      | Copa Africana de Clubes Campeones | 2                | Kenya Breweries        | 2-1  | 1-3    | 3-4          |
| 1974      | Copa Africana de Clubes Campeones | 1                | Olympic Real de Bangui | 1-0  | 0-4    | 1-4          |
| 1978      | Recopa Africana                   | 1                | Saint-George           | 1-1  | 1-1    | 2-2 (5-4 p.) |
| 1978      | Recopa Africana                   | 2                | KMKM                   | 1-1  | 0-2    | 1-3          |
| 1979      | Copa Africana de Clubes Campeones | 1                | Zamalek                | w/o1 | 1-2    | 1-2          |
| 1999      | Recopa Africana                   | 1                | Tanzania Stars         | 2-1  | 1-1    | 3-2          |
| 1999      | Recopa Africana                   | 2                | Africa Sports National | 0-1  | 0-2    | 0-3          |

1- Simba FC no se presentó.

## Jugadores

### Jugadores destacados
| - Simrit Singh - Jeffrey Ntuka-Pule - Ibrahim Buwembo - Henry Kabeta | - David Kalungi - Moses Lule - Lawrence Musoke - Bruno Olobo | - Robert Ssentongo - Patrick Ochan - Godfrey Wakaza - Patrick Phiri |